# Equilibrium (groupe)
Pour les articles homonymes, voir Equilibrium.
Equilibrium est un groupe de folk metal allemand, originaire de Starnberg en Bavière et formé en 2001. 
Les membres utilisent tous les instruments conventionnels d'un groupe de heavy metal (guitares électriques, batterie, basse) mais leurs chansons sont quasi-systématiquement accompagnées d'accordéon, flûtes, et d'autres instruments folkloriques. Les titres et les paroles des chansons sont majoritairement en allemand. Les thèmes abordés évoquent des légendes et mythes issus pour la plupart de la mythologie germanique mais également des sujets plus personnels. 

## Biographie

### Formation et premier album (2001-2005)
Equilibrium est formé en 2001 par René Berthiaume, Helge Stang, Sandra Völkl et Andreas Völkl à Maisach près de Munich. Ils produisent une démo en 2003 et signent pour un album chez Black Attakk Records. La sortie est d’abord prévue pour 2004, mais ne cesse d’être reportée. Turis Fratyr voit finalement le jour le 31 janvier 2005. Il contient la démo retravaillée ainsi que de nouveaux titres. 

### Signature avec Nuclear Blast (2006-2010)
En octobre 2006, Equilibrium signe un contrat pour plusieurs albums chez Nuclear Blast.
Le groupe commence à travailler en juillet 2007 sur son nouvel album Sagas. Ce dernier sort le 27 juin 2008 et se hisse immédiatement à la 30e place du Media Control Charts (le classement des disques allemands).

Le 12 février 2010, le groupe annonce le départ de Helge Stang et de Manu Di Camillo. Ce départ est annoncé alors que le groupe est censé assurer une performance au Winterfire Festival. Ils recrutent par la suite un nouveau chanteur, Robse Dahn (du groupe Vrankenvorde), ainsi qu'un nouveau batteur, Tuval Hati Refaeli. La pochette du troisième album est dévoilée le 13 avril 2010, et, le 15 avril, la première chanson, Die Affeninsel, est disponible à l’écoute sur le Myspace du groupe. Rekreatur sort le 18 juin 2010.

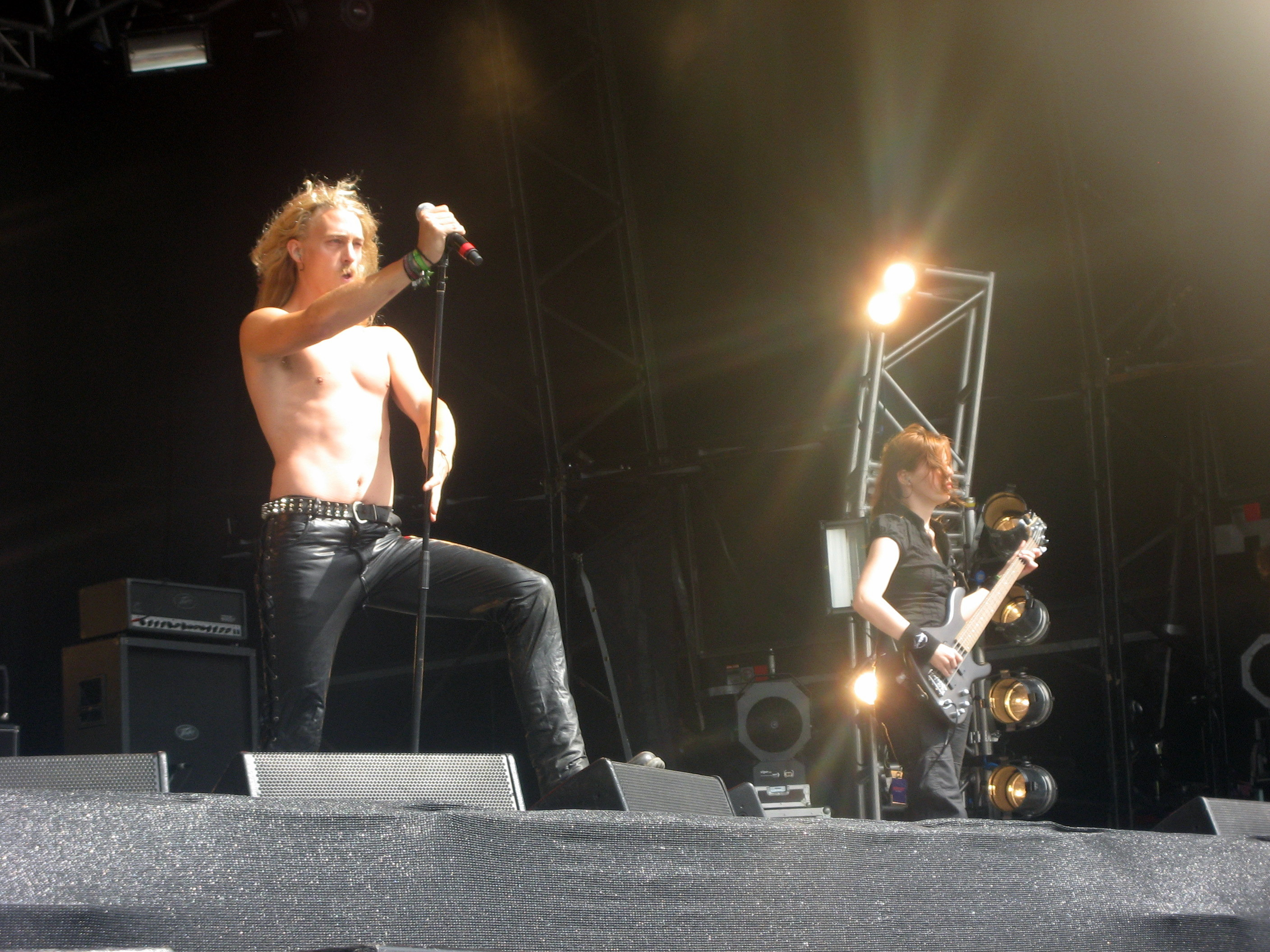
Equilibrium (2009).

### DeWaldschreinàArmageddon(2013-2016)
En août 2013, le groupe annonce la sortie de son nouvel EP Waldschrein, programmée pour le 16 août. Celui-ci comprend 5 pistes, dont une reprise du morceau Der Sturm (à l'origine sur l'album Turis Fratyr) ainsi qu'Himmelsrand, version metal du thème principal du jeu vidéo Skyrim. Fin mars 2014, Sandra Völkl et Andreas Völkl; membres fondateurs du groupe, annoncent leur départ de la formation pour se consacrer à d'autres projets. Ils sont remplacés par Jen Majura (également guitariste dans le groupe Knorkator) à la basse, et Dom R. Crey à la guitare (chanteur et guitariste du groupe allemand Nothgard). Le 6 juin 2014 sort l'album Erdentempel. Cependant la nouvelle bassiste Jen Majura ne s'attardera pas au sein du groupe: un an et demi après son arrivée, elle le quitte pour devenir guitariste pour le groupe Evanescence.
Le 22 août 2016, le cinquième album du groupe, Armageddon, est publié via Nuclear Blast.

### Renegadeset nouveau virage musical (depuis 2019)
Le 22 mai 2019, le groupe annonce leur sixième album Renegades, prévu pour le 16 août 2019 via Nuclear Blast. Cet album sera le premier avec le nouveau clavieriste Skadi Rosehurst et le nouveau bassiste et chanteur en voix claire Skar (Skar Productions sur YouTube). Cet album marque également un changement de style. Dans une interview accordée à Radio Metal, le guitariste et claviériste René Berthiaume confirme sa lassitude "d'utiliser les mêmes sons" et avoir donc eu cette envie d'expérimenter d'autres sonorités plus "expérimentales", voire électroniques. 
Le 07 août 2020, le groupe publie son nouveau single intitulé "One Folk".    
À la suite du départ du départ de Robert "Robse" Dahn fin 2022, le groupe sort un nouveau single nommé "Shelter" présentant ainsi leurs nouveau chanteur, Fabian Getto.  

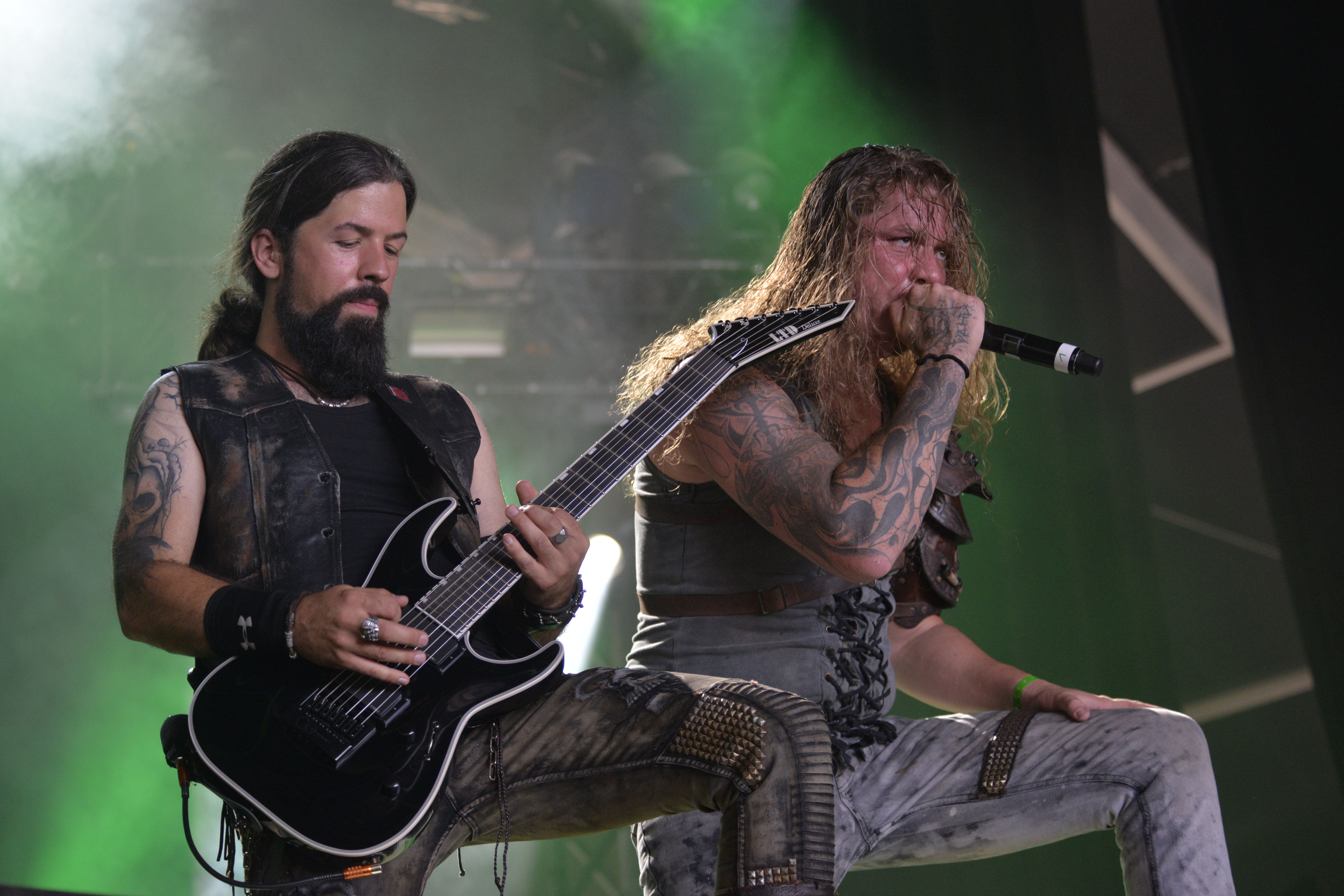
René Berthiaume et Robert Dahn au Hellfest 2017.

### Membres actuels
- René Berthiaume − guitare (depuis 2001), clavier (depuis 2006), chant clair (depuis 2014), basse (2015–2016)
- Fabian Getto - chant (depuis 2023)
- Tuval « Hati » Refaeli - batterie (depuis 2010)
- Dom R. Crey - guitare (depuis 2014)
- Skadi Rosehurst - clavier (depuis 2019)
- Martin « Skar » Berger - basse et voix claire (depuis 2019)

### Anciens membres
- Robert « Robse » Dahn (2010-2022)
- Jen Majura - basse (2014-2015)
- Andreas Völkl − guitare (2001–2014)
- Sandra Van Eldik − basse (2001–2014)
- Helge Stang − chant (2001–2010)
- Manuel DiCamillo − batterie (2006–2010)
- Markus Perschke − batterie (2005–2006)
- Basti Kriegl − batterie  (2005)
- Julius Koblitzek − batterie (2003–2004)
- Henning Stein − batterie (2001–2003)
- Armin Dörfler − clavier (2005–2006)
- Conny Kaiser − clavier  (2002–2003)
- Michael Heidenreich − clavier (2001–2002)

### Chronologie
Les dates (jours) de changements des membres du groupe peuvent ne pas correspondre aux dates exactes.

## Vidéographie

### Clips
- 2008 : Blut Im Auge, tiré de Sagas
- 2010 : Der Ewige Sieg, tiré de Rekreature
- 2014 : Wirtshaus Gaudi, tiré de Erdentempel
- 2016 : Eternal Destination, tiré de Armageddon
- 2019 : Renegades - A Lost Generation, tiré de Renegades
- 2019 : Path Of Destiny, tiré de Renegades
- 2019 : Renegades - A Lost Generation - 8 bits, tiré de Renegades, version instrumentale avec un échantillonnage de 8 bits
- 2019 : Final Tear, tiré de Renegades
- 2020 : One Folk
- 2021 : Revolution, single
- 2021 : Met, tiré de l'album Turis Fratyr, réalisé pour les 20 ans du groupe avec des invités d'autres groupes
- 2021 : XX, tiré de l'album Turis Fratyr
- 2023 : Shelter, tiré du single du même nom
- 2023 : Cerulean Skies, tiré du single du même nom
- 2024 : Gnosis, tiré du single du même nom

### Lyric vidéos
- 2016 : Born To Be Epic, tiré de Armageddon
- 2016 : Prey, tiré de Armageddon

### Clips live
- 2016 : Rise Again, tiré de Armageddon, composé de scènes filmées durant plusieurs concerts captés durant la tournée Armageddon Tour en 2016, créé par Makki